# Life Burns!
Life Burns! è un singolo pubblicato dagli Apocalyptica con Lauri Ylönen l'11 aprile 2005.

## Tracce
1. Life Burns! (feat. Lauri Ylönen)
2. Life Burns! (Instrumental)
3. Deep Down Ascend (Demo Version)
4. Kellot (Demo Version)